# 10,5 cm leichte Feldhaubitze 18/40
A 10,5 cm leichte Feldhaubitze 18/40 (rövidítve 10,5 cm le. F.H. 18/40, vagy 10,5 cm le FH 18/40, magyarul 10,5 cm-es könnyű tábori tarack 18/40) egy német könnyű tarack volt, melyet a második világháború alatt használtak.

## Történet
A 10,5 cm leFH 18/40 kiegészítette a 10,5 cm leFH 18 és a 10,5 cm leFH 18M lövegeket, mint szabványos hadosztályközvetlen tábori tarack. Tervezésénél arra törekedtek, hogy létrehozzanak egy könnyebb súlyú 10,5 cm-es tüzérségi eszközt, melyet könnyebb gyártani is. Általában nem szereltek fel vele független tüzérségi zászlóaljakat egészen az 1943-as sztálingrádi csatáig. Néhányat exportáltak Finnországnak, ahol 105 H 33-40 néven rendszeresítették.

## Leírás

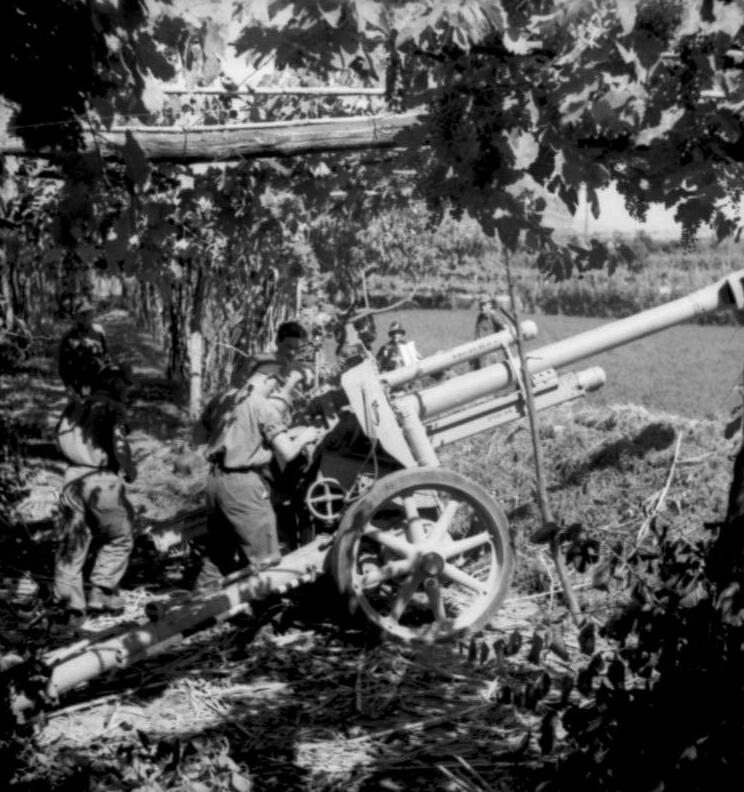
A leFH 18/40 tábori tarack álcázott tüzelési pozícióban Olaszországban, 1944-ben.

1942 márciusában a Wehrmacht szükségét látta egy könnyebb tarack létrehozásának, amely készen áll a sorozatgyártásra olyan gyorsan, amilyen gyorsan csak lehet. Így hozták létre az új löveket leFH 18M lövegcsövének a 7,5 cm PaK 40 páncéltörő löveg lövegtalpára való helyezésével. Az új lövegtalp torziós rugókat kapott a futómű teljes hosszán. Az eredeti PaK 40 kerekeket túl kicsinek találták a tarack számára, ezért nagyobb préselt-lemez kerekeket helyeztek fel, melyeken tömör gumiabroncs volt. Az új talp növelte a tűzgyorsaságot és valamivel csökkentette a tarack súlyát is. A leFH 18/40 löveg a leFH 18M különböző csőszájfékjeit használta. A závárzat mechanizmusa manuálisan működtetett horizontális hátrasikló blokk típusú volt.

## Fordítás
- Ez a szócikk részben vagy egészben  a(z)   10.5 cm leFH 18/40 című angol Wikipédia-szócikk fordításán alapul.  Az eredeti cikk szerkesztőit annak laptörténete sorolja fel. Ez a jelzés csupán a megfogalmazás eredetét és a szerzői jogokat jelzi, nem szolgál a cikkben szereplő információk forrásmegjelöléseként.